# 淮海坊
淮海坊是位于上海市黄浦区淮海中路927弄的一处新式里弄住宅，东至茂名南路，南至南昌路，西临陕西南路，北至淮海中路，占地1.7公顷，有砖木结构住宅199幢。

## 历史
淮海坊原名霞飞坊（英語：Joffre Terrace），1924年由天主教比利时圣母圣心会（在内蒙古一带传教）设在上海的办事处（俗称帐房）普爱堂投资建造，建成于1927年，因临近淮海中路（原名霞飞路（法語：Avenue Joffre））而得名。由于地段优势，建成后租住率颇高。在1930年代，这里曾居住大量俄国难民。亦有不少文化名人居住于此。
1949年后，随淮海中路更名为淮海坊。20世纪末，沿淮海中路的部分建筑被拆除重建，而其他部分保存完好。2005年被列入第四批上海市优秀历史建筑。

## 建筑风格
淮海坊主要为三层清水红砖建筑，建筑式样为仿法国式住宅，有别于一般石库门的模式。里弄呈行列式布局，总弄，支弄结构明确。

## 名人故居

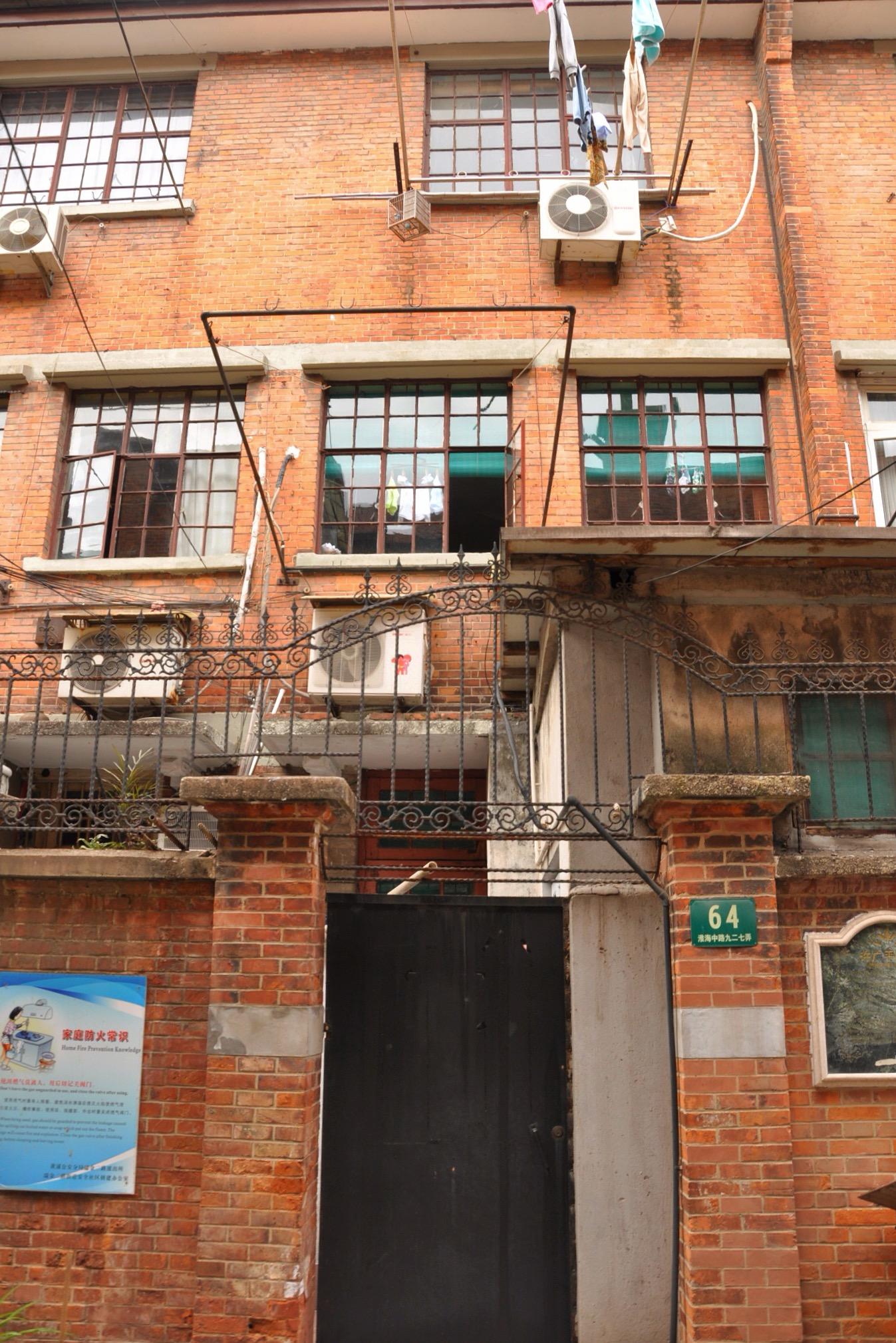
黄浦区登记不可移动文物——许广平旧居

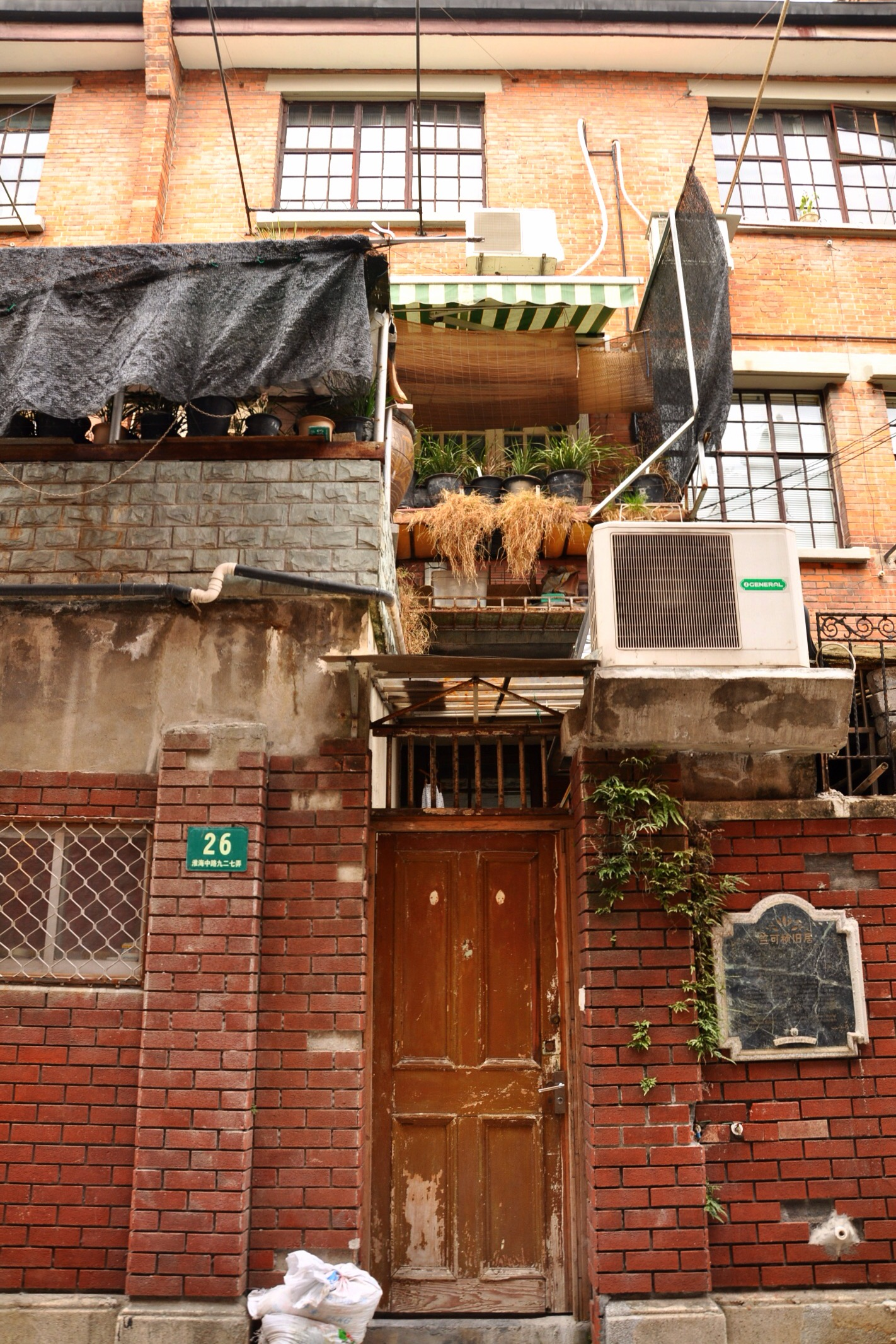
黄浦区登记不可移动文物——竺可桢旧居

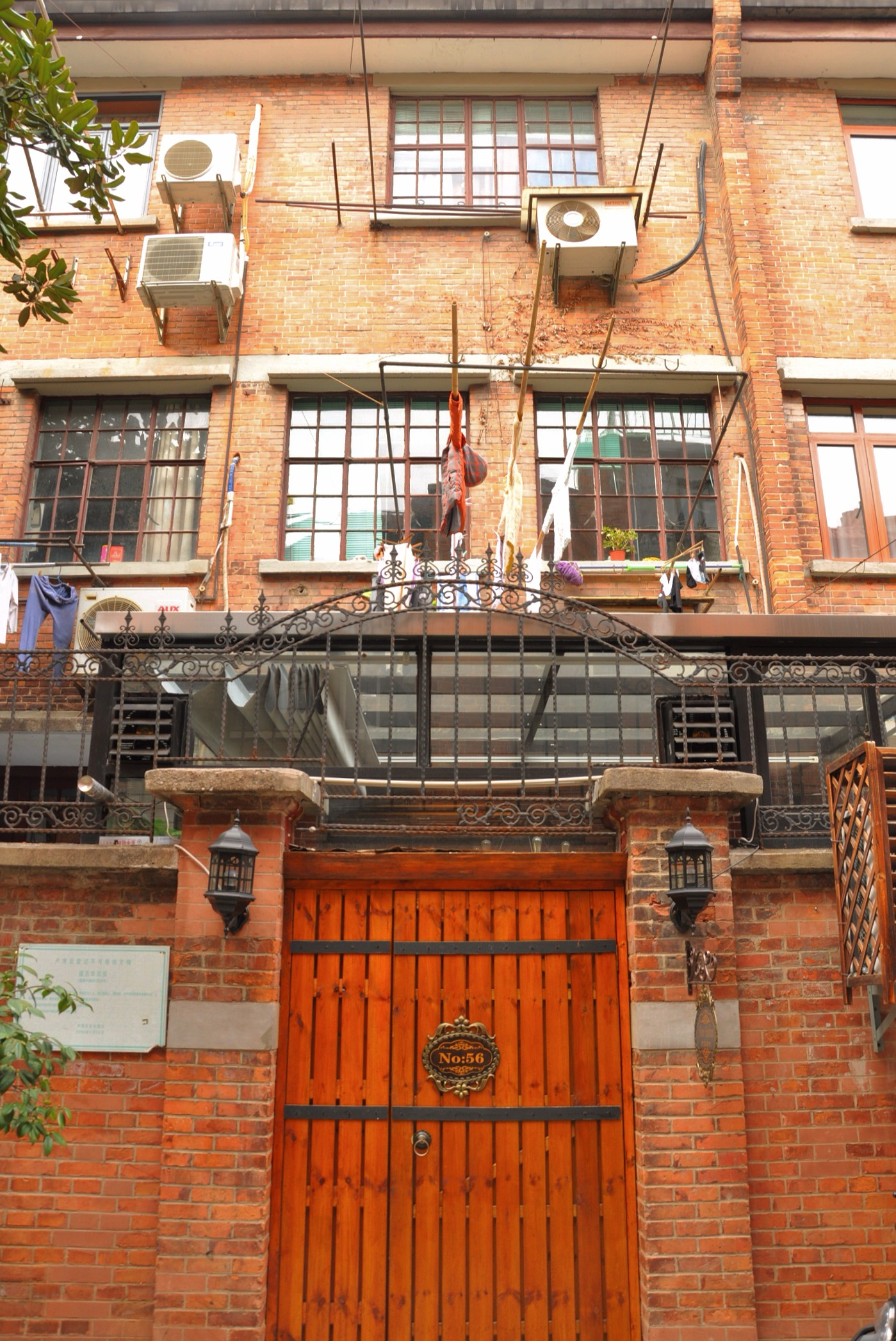
黄浦区登记不可移动文物——盛丕华旧居

淮海坊内分布着大量名人故居，其中不少已列为黄浦区文物保护单位和黄浦区登记不可移动文物。
- 教育家、散文家夏丏尊旧居

位于淮海中路927弄3号，夏丏尊于1937～1946年居住于此。
- 社会活动家杨杏佛旧居

位于淮海中路927弄5号。 
- 经济学家陈翰笙旧居

位于淮海中路927弄9号，陈翰笙自1936年起居住于此。
- 气象学家竺可桢旧居

位于淮海中路927弄26号，竺可桢自1925年起居住于此。2006年1月9日，被公布为卢湾区登记不可移动文物。
- 剧作家陈西禾旧居

位于淮海中路927弄33号。
- 实业家盛丕华旧居

位于淮海中路927弄56号，2008年9月23日，被公布为卢湾区登记不可移动文物。
- 现代作家巴金旧居

位于淮海中路927弄59号。巴金于1937年搬入，1955年搬至武康路113号，共在此居住18年，其激流三部曲中《春》、《秋》两部作品均完成于此。2007年12月29日，被公布为卢湾区文物保护单位。
- 科普作家、翻译家顾均正旧居

位于淮海中路927弄63号，他于1937-1950年间在此居住。
- 许广平旧居

位于淮海中路927弄64号。1936年底，许广平由大陆新村迁入，至1948年离开上海前一直居住于此。2004年2月10日，被公布为卢湾区登记不可移动文物。
- 现代画家、美术教育家徐悲鸿旧居

位于淮海中路927弄99号，1927-1929年徐悲鸿居住于此。2008年6月12日，被公布为卢湾区文物保护单位。